# ニュートン郡区 (アイオワ州キャロル郡)
プレザントバレー郡区は、アメリカ合衆国、アイオワ州、キャロル郡にある16の郡区の一つである。2000年の国勢調査で、人口は500人だった。

## 地理
プレザントバレー郡区は、92.3平方キロメートル（35.62平方マイル)で、Dedhamが含まれる。アメリカ地質調査所によると、この郡区はDedhamとMcCurdyとSaint Josephsの3つの霊園が含まれる。